# Dr. James Wilson
El doctor James Wilson doctor en medicina, és un personatge de ficció del drama mèdic House . És interpretat per Robert Sean Leonard. El personatge apareix per primera vegada a l'episodi pilot de la sèrie quan presenta un cas mèdic al protagonista, el Dr. Gregory House. Wilson és l'únic amic veritable del Dr. House; Wilson sovint ofereix consultes i ajuda a House. Wilson és el cap del Departament d'Oncologia de l'Hospital Universitari Princeton- Plainsboro.
Durant l'emissió de la sèrie, els personatges de House i Wilson han estat comparats amb Sherlock Holmes i el Dr. Watson. L'intèrpret de Wilson, Robert Sean Leonard, ha declarat que originalment se suposava que el seu personatge i el Dr. House havien d'interpretar aquests papers, però que l'equip de diagnòstic del Dr. House ha assumit el paper del Dr. Wilson. Leonard també va llegir el guió de l'episodi pilot de Numb3rs de la CBS i va planejar fer una audició. Va fer una audició per a Wilson perquè sentia que gaudiria més interpretant el personatge a qui House va demanar ajuda i perquè li agradava la dinàmica de la relació de parella estranya.
El personatge va ser rebut positivament. Alan Sepinwall, de The Star-Ledger, va descriure Wilson com "l'únic personatge secundari irreemplaçable" de la sèrie.

## Biografia
Wilson és un de tres germans. Té una llicenciatura per la Universitat McGill, i títols de postgrau per la Universitat de Colúmbia i la Universitat de Pennsilvània. Va jugar a tennis per al seu equip universitari. És jueu, celebra el Nadal a més de Hanukkah, i de vegades fa referència a la història, la filosofia i les pràctiques cristianes, així com a consells seculars d'autorealització.
Durant una convenció mèdica a Nova Orleans, poc després de graduar-se a la facultat de medicina, Wilson va trencar accidentalment un mirall antic i va iniciar una baralla en un bar quan un altre client va reproduir repetidament "Leave A Tender Moment Alone" de Billy Joel; Wilson estava passant per un divorci amb la seva primera dona en aquell moment. House el va conèixer a la presó i, motivat pel desig de companyia i per pur avorriment, el va treure de la fiança i va contractar un advocat per netejar el seu nom, iniciant així la seva relació professional i personal. A l'episodi de la primera temporada "Histories", es revela que un dels seus germans és sense llar i que Wilson no sap si encara és viu, ja que no l'ha vist en nou anys. Wilson té un historial de matrimonis fallits: està casat amb la seva tercera esposa durant la primera temporada i, amb el descobriment de la infidelitat de la seva esposa, se separa d'ella durant la segona temporada. Després del fracàs del seu tercer matrimoni, Wilson viu en diversos allotjaments temporals (inclosa una temporada al propi apartament de House) fins que coneix Amber Volakis, que és una substituta femenina de House. Se'l descriu com a "gairebé 40" a " Don't Ever Change ", a la temporada 4, i al final de la temporada 8, House el descriu durant una semi-simulació de DDx com un "oncòleg de 46 anys". La relació entre Wilson i House ha estat posada a prova en moltes ocasions.
És el millor, i probablement l'únic amic del Dr. House i sovint li passa casos. També és el metge que firma les receptes de Vicodina que pren en House per combatre el dolor de la cama. La seva fidelitat arriba al punt de ser acomiadat de l'hospital per negar-se a votar afirmativament el cessament del seu amic.
House descriu Wilson com "un amic meu a qui la gent li diu 'Gràcies' quan els diu que s'estan morint". House també descriu Wilson com un "vampir emocional". En una cita amb la doctora Lisa Cuddy (Lisa Edelstein), Wilson evadeix la pregunta de si vol o no tenir fills.
Es desconeix on va estudiar medicina, tot i que en diferents episodis en Wilson porta un jersei de la McGill University, el que fa pensar que va estudiar en aquesta universitat.
Igualment, en Wilson és conegut per les seves infidelitats. Casat diverses vegades, es dedueix que durant la sèrie està casat per tercera vegada, i el seu matrimoni es trenca quan descobreix que la seva dona té un embolic sentimental. De totes maneres, el doctor admet en diversos capítols que la fidelitat no és una de les seves característiques personals.
El nom del seu personatge sembla seguir les similituds entre el doctor House i Sherlock Holmes, on Wilson agafaria el paper del Dr. Watson.